# Перепись населения Литвы (2021)
Перепись населения Литвы представила демографическую обстановку в стране по состоянию на 2021 год. Эта перепись является первой электронной переписью населения Литвы. Все данные были взяты из 13 государственных регистров и 5 информационных систем, также была собрана информация ночлежных домов.
Все подсчёты выполнили 5 работников, тогда как в 2011 году переписью занимались 7000 переписчиков и работников Статистического департамента. Это позволило серьезно сэкономить бюджетные средства — на проведение переписи было затрачено 1,36 млн. евро — почти в 6 раз меньше, чем в 2011 году. Из-за того, что в государственных регистрах нет данных о национальности, родном языке и исповедуемой религии, было решено провести статистическое исследование посредством онлайн-опроса. В прошлом эти показатели собирались с помощью переписей населения и жилищного фонда. Во время обследования у населения спрашивали их национальность, родной язык, религию, также спрашивали какие языки они знают помимо родного.
В период с 15 января по 28 февраля, было опрошено 171 тысяча жителей, результаты исследования объединили с результатами переписи.

## Данные переписи
По данным переписи 1 января 2021 года население Литвы составляло 2 810 761 человек, что на 7,6 % меньше, чем в 2011 (3 043 429).
Население уменьшается как из-за миграции, так и из-за естественной убыли. За десять лет эмигрировало на 118,9 тысяч человек больше, чем приехало в Литву. Родилось на 113,7 тысяч человек меньше чем умерло. Из 2 810 761 жителей страны 1 505 796 были женщинами, 1 304 965 — мужчинами.
Численность городского населения составляет 68,2 %. 10 лет назад это значение составляло 66,7 %. Вильнюсское городское самоуправление — единственное городское самоуправление, численность жителей которого не уменьшилась. Оно увеличилось на 4 % и составляет 556,1 тысяч человек. Это пятая часть населения страны. Население остальных городов сократилось: Паневежиса на 11 %, Шяуляя — на 8 %, Клайпеды — на 6 %. Население второго по величине города Литвы — Каунаса также сократилось на 6 %.
Наблюдается тенденция роста численности населения районов, расположенных возле больших городов: Клайпедское районное самоуправление выросло на 11 %, Каунасское районное самоуправление — на 7 %, Вильнюсское районное самоуправление —  на 1 %.
В пяти самоуправлениях Литвы численность населения сократилась на 20 % и более: в городе Пагегяй, в Кельмесском районном самоуправлении, Игналинском районном самоуправлении, Скуодасском районном самоуправлении и Пакруойском районном самоуправлении.
За межпереписной период этнический состав в стране стал более разнообразным.. В 2021 году в Литве проживали граждане 133 государств (в 2011 — 108 государств). Лица, имеющие 2 гражданства и более, составляли 0,3 % населения (в 2011 — 0,1 %). Тем не менее литовское общество остаётся гомогенным: 99,4 % населения являются гражданами Литовской Республики. Этнические литовцы составляют 84,6 % населения (в 2011 — 84,2 %), их в стране насчитывается 2 млн. 378 тыс. человек. Поляки остаются самым многочисленным национальным меньшинством — 6,5 % (183,4 тыс. человек); русских — 5 % (141,1 тыс.); белорусов — 1 % (28,2 тыс.); украинцев — 0,5 % (14,2 тыс.).
Литовский язык родным назвали 85,33 % населения страны, русский — 6,79 %, польский — 5,12 %, белорусский — 0,24 %, украинский — 0,17 %, другие языки — 0,61 %, два языка — 1,75 %.